# Lamprosticta culta
Lamprosticta culta là một loài bướm đêm trong họ Noctuidae.